# Julien Blanc (rugby à XV)
Pour les articles homonymes, voir Julien Blanc (homonymie) et Blanc (homonymie).
Pas d'image ? Cliquez ici

a Compétitions nationales et continentales officielles uniquement.

b Matchs officiels uniquement.
Dernière mise à jour le 3 juin 2025.
Julien Blanc, né le 4 octobre 1992 à Paris, est un joueur français de rugby à XV jouant au poste de demi de mêlée au RC Massy en Nationale depuis 2024.

## Biographie

### Carrière en club
Julien Blanc est issu du centre de formation du CA Brive Corrèze. Passé par les Crabos du Racing Métro 92, il débarque en Corrèze en 2012.
Il quitte Brive pour l'US Oyonnax en 2015 où il signe son premier contrat professionnel. Il aurait dû effectuer un prêt au Stade montois mais il ne rejoindra pas les Landes pour rejoindre l'Ain. Il s'engage pour une saison même si son club formateur lui avait proposé le même contrat.
En 2016, Julien Blanc s'engage en Pro D2 avec AS Béziers Hérault. Il évolue deux saisons pour le club héraultais, jouant 55 matchs de Pro D2.
En mai 2018, il s'engage avec la Section paloise à partir de la saison 2018-2019 et pour les trois prochaines saisons. En concurrence avec Thibault Daubagna et Clovis Le Bail, il joue peu de matchs durant la saison.
Il revient en 2019 dans son club formateur du CA Brive en échange de Samuel Marques qui fait le chemin inverse. Il s'engage pour deux saisons plus une en option. En janvier 2020, il se blesse face à la Section paloise et souffre d'une désinsertion d'un pectoral qui nécessite une opération. Il va être absent plusieurs mois.
En décembre 2020, il s'engage avec le RC Toulon à partir de la saison 2021-2022.
Julien Blanc est recruté comme joker médical par le Castres olympique à la suite de la grave blessure du demi-de-mêlée Jérémy Fernandez.
À la fin de son contrat Castres, il rejoint à nouveau le CA Brive, faisant son troisième passage au sein du club corrézien. 
À l'issue de la saison 2023-2024, il quitte le CA Brive et s'engage pour une durée de trois ans avec le RC Massy, en Nationale.

### Carrière en équipe nationale
En 2017, Julien Blanc est retenu avec l'équipe de France de rugby à sept pour disputer le tournoi du Rugby Europe Grand Prix Series à Lodz.
En 2018, il intègre le groupe de 30 joueurs retenus avec l'équipe de France à sept qui vise une qualification pour les JO de Tokyo 2020.
Il est sélectionné avec les Baby Barbarians, qui regroupe les meilleurs joueurs français de Pro D2, pour affronter la Géorgie en mai 2018. Dans un match très serré de bout en bout, les Baby Babaas s'inlinent 16 à 15 à Tbilissi.
En novembre 2021, il est invité dans l'équipe des Barbarians français pour affronter les Tonga au Matmut Stadium Gerland de Lyon. Les Baa-Baas s'impose 42 à 17 grâce à six essais inscrits.

## Vie privée
Julien Blanc est le fils d'Éric Blanc, ancien centre du Racing Club et de l'équipe de France de rugby à XV.

## Palmarès
- Finaliste du Challenge européen en 2022 avec le RC Toulon